# Nichia
Nichia est une entreprise japonaise produisant des diodes électroluminescentes. Nichia est la première entreprise à avoir produit des diodes électroluminescentes bleues grâce à Shuji Nakamura.

## Concurrents
Parmi les concurrents, on peut citer Cree, OSRAM Opto Semiconductors GmbH, General Electric, Philips Lumileds Lighting Company.